# Bistum Ségou
Das Bistum Ségou (lat.: Dioecesis Seguensis) ist eine in Mali gelegene römisch-katholische Diözese mit Sitz in Ségou.

## Geschichte
Das Bistum Ségou wurde am 10. März 1962 durch Papst Johannes XXIII. mit der Apostolischen Konstitution Sacra christiani aus Gebietsabtretungen des Erzbistums Bamako errichtet und diesem als Suffraganbistum unterstellt.

## Bischöfe von Ségou
- Pierre Louis Leclerc MAfr, 1962–1974
- Mori Julien-Marie Sidibé, 1974–2003
- Augustin Traoré, seit 2003